# وعلان سناني
وعلان سناني (الاسم العلمي:Commelina lanceolata) هو نوع من النباتات يتبع جنس الوعلان من الفصيلة الوعلانية.